# هارا ایچینوشین

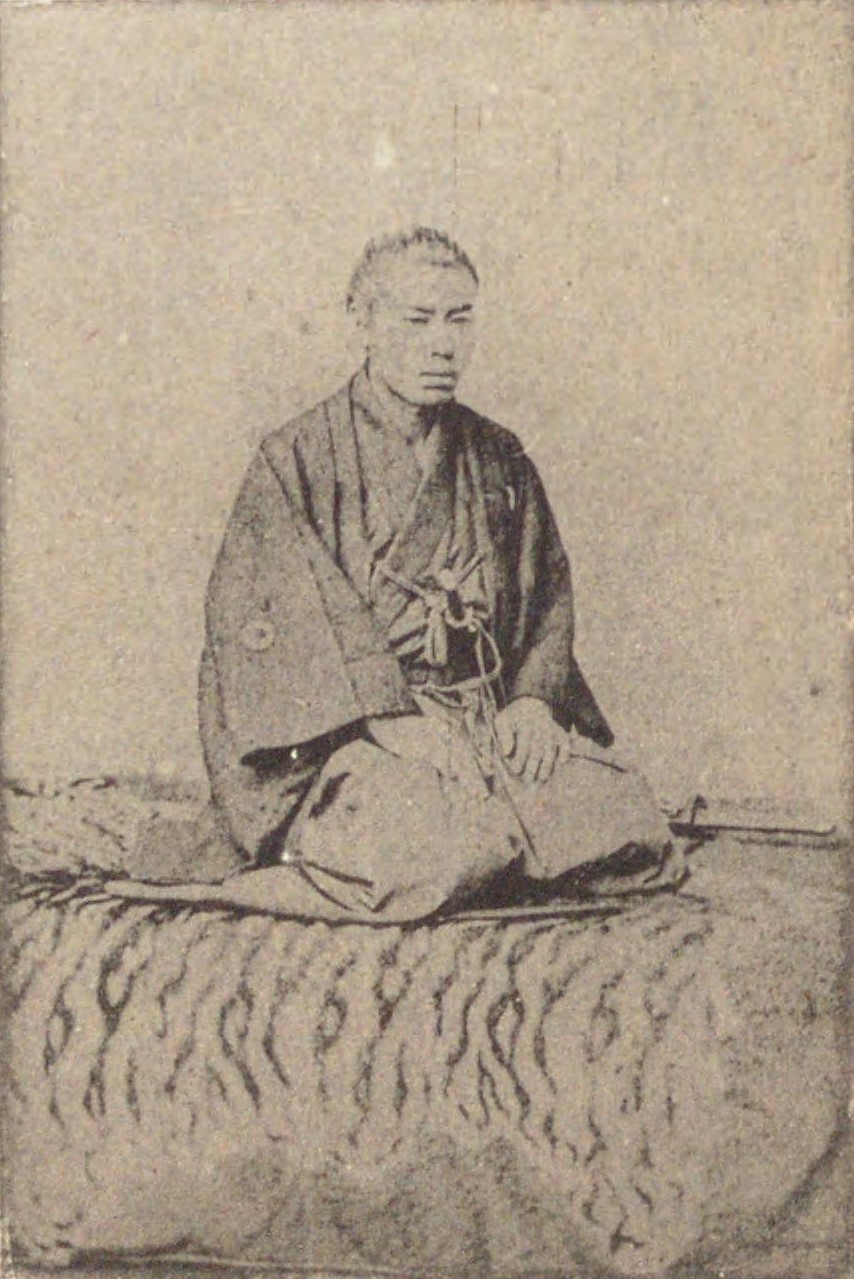
هارا ایچینوشین

هارا ایچینوشین (به ژاپنی: 原 市之進 はら いちのしん)، ۳۱ ژانویه ۱۸۳۰ –۱۱ سپتامبر ۱۸۶۷ میلادی، سامورایی قلمرو میتو در اواخر دوره ادو و از ملازمان خاندان هیتوتسوباشی توکوگاوا بود. او از دستیاران نزدیک توکوگاوا یوشینوبو و پسرعموی فوجیتا توکو بود. او توسط یک سامورایی طرفدار بیگانگان از شوگون‌سالاری توکوگاوا ترور شد.